# GetRight
GetRight é um gerenciador de downloads utilizado para baixar arquivos pela Internet ou Intranet. É desenvolvido por Michael Burford que o criou em 1997, tornando-o pioneiro na definição do termo "gerenciador de downloads".
Disponível apenas para Sistemas Operacionais Microsoft Windows.